# Africa Eco Race 2018
Das Africa Eco Race 2018 war die 10. Ausgabe des Africa Eco Race (AER). Die Rallye begann am 31. Dezember 2017 in Monaco und endete am 14. Januar 2018 in der Nähe von Dakar am Lac Rose im Senegal.

## Öffentliche Engagements
Seit der 2018er Ausgabe der Rallye unterstützt das Africa Eco Race die World Association of Children’s Friends (AMADE). AMADE ist eine Wohltätigkeitsorganisation, die 1963 von Fürstin Gracia Patricia von Monaco gegründet wurde, um die Entwicklung, Bildung und Gesundheit von Kindern weltweit zu unterstützen. Sie hat beratenden Status unter anderem bei UNICEF und der UNESCO. Im Rahmen der Zusammenarbeit mit AMADE transportieren vor allem die am AER beteiligten LKW in Burkina Faso hergestellte Solarlampen, die die bis dahin weit verbreiteten Petroleumlampen in Subsahara-Afrika ersetzen sollen. Die Solarlampen können im Vorfeld der Rallye von Teams, Einzelteilnehmern, Partnern der Rallye, Mitgliedern der Rallyeorganisation sowie allen weiteren Interessierten für 20 Euro erworben werden und werden kostenfrei an Schulen, die in der Nähe der Strecke des AER in Mauretanien und Senegal liegen geliefert.

“It's a race with values , human values, eco-responsable values… A true and efficient aid for the Children of Africa and that is important!”

„Es ist ein Rennen mit Werten, menschlichen Werten, umweltbewussten Werten… Eine echte und effiziente Hilfe für die Kinder Afrikas und das ist wichtig!“

## Route
Nach den administrativen und technischen Abnahmen startete das AER 2018 am 31. Dezember 2017 im Port Hercule in Monaco unmittelbar am Monaco Christmas Village und führte von dort ins französische Sète, um die Teilnehmer vom dortigen Hafen per Fähre ins marokkanische Nador zu bringen. Am 2. Januar 2018 wurde die Rallye auf über 6500 Kilometer, davon 3994 Wertungskilometer auf dem afrikanischen Kontinent über 6 Etappen in Marokko und der Westsahara, 5 Etappen in Mauretanien und der letzten Etappe im Senegal fortgesetzt.

## Teilnehmer
An der Rallye nahmen insgesamt über 200 Teilnehmer mit 89 Fahrzeugen – 43 Autos und Side-by-Sides, 34 Motorräder sowie 12 LKW teil.

## Etappen
| Etappe  | Datum      | Start            | Ziel                  | Etappenlänge | Sieger                             | Sieger                                | Sieger                     | Sieger                              |
| Etappe  | Datum      | Start            | Ziel                  | Etappenlänge | Motorrad                           | Auto                                  | LKW                        | Side by Side                        |
| ------- | ---------- | ---------------- | --------------------- | ------------ | ---------------------------------- | ------------------------------------- | -------------------------- | ----------------------------------- |
| 1       | 2. Januar  | Nador            | Dar Kaoua             | 92           | Paolo Ceci (KTM)                   | Wladimir Wassiljew (Mini All4 Racing) | Gerard de Rooy (Iveco)     | Stefano Pelloni (Yamaha)            |
| 2       | 3. Januar  | Dar Kaoua        | Agdal                 | 443          | Pål Anders Ullevålseter (KTM)      | Wladimir Wassiljew (Mini All4 Racing) | Gerard de Rooy (Iveco)     | Loïc Bonnevie (Can-Am)              |
| 3       | 4. Januar  | Agdal            | Assa                  | 400          | Paolo Ceci (KTM)                   | Mathieu Serradori (LCR 30 Buggy)      | Gerard de Rooy (Iveco)     | Loïc Bonnevie (Can-Am)              |
| 4       | 5. Januar  | Assa             | Fort Chacal           | 497          | Paolo Ceci (KTM)                   | Wladimir Wassiljew (Mini All4 Racing) | Gerard de Rooy (Iveco)     | Jean Hugues Moneyron (CF MOTO 1000) |
| 5       | 6. Januar  | Fort Chacal      | Ad-Dakhla             | 436          | Pål Anders Ullevålseter (KTM)      | Wladimir Wassiljew (Mini All4 Racing) | Gerard de Rooy (Iveco)     | Jean Hugues Moneyron (CF MOTO 1000) |
|         |            |                  |                       |              |                                    |                                       |                            |                                     |
| Ruhetag | 7. Januar  | Zwischenergebnis | Zwischenergebnis      | 1868         |                                    |                                       |                            |                                     |
|         |            |                  |                       |              |                                    |                                       |                            |                                     |
| 6       | 8. Januar  | Ad-Dakhla        | Chami                 | 211          | Luis Miguel Anjos Oliveira (Proto) | Mathieu Serradori (LCR 30 Buggy)      | Gerard de Rooy (Iveco)     | Vincent Guindani (Can-Am)           |
| 7       | 9. Januar  | Chami            | Chami                 | 487          | Paolo Ceci (KTM)                   | Wladimir Wassiljew (Mini All4 Racing) | Gerard de Rooy (Iveco)     | Jean Hugues Moneyron (CF MOTO 1000) |
| 8       | 10. Januar | Chami            | Amodjar               | 439          | Luis Miguel Anjos Oliveira (Proto) | Mathieu Serradori (LCR 30 Buggy)      | Gerard de Rooy (Iveco)     | Vincent Guindani (Can-Am)           |
| 9       | 11. Januar | Amodjar          | Amodjar               | 340          | Pål Anders Ullevålseter (KTM)      | Wladimir Wassiljew (Mini All4 Racing) | Gerard de Rooy (Iveco)     | Jean Hugues Moneyron (CF MOTO 1000) |
| 10      | 12. Januar | Amodjar          | Akjoujt               | 408          | Paolo Ceci (KTM)                   | Dominique Laure (Optimus MD Buggy)    | Johannes van de Laar (DAF) | Loïc Bonnevie (Can-Am)              |
| 11      | 13. Januar | Akjoujt          | Saint-Louis (Senegal) | 219          | Simone Agazzi (Honda)              | Guillaume Gomez (Optimus MD Buggy)    | Gerard de Rooy (Iveco)     | Loïc Bonnevie (Can-Am)              |
| 12      | 14. Januar | Saint-Louis      | Dakar                 | 22           | Luis Miguel Anjos Oliveira (Proto) | Mathieu Serradori (LCR 30 Buggy)      | Gerard de Rooy (Iveco)     | Kamil Rahal (Can-Am)                |
|         |            |                  |                       |              |                                    |                                       |                            |                                     |
| Ziel    | 14. Januar | Gesamtergebnis   | Gesamtergebnis        | 3994         | Paolo Ceci (KTM)                   | Mathieu Serradori (LCR 30 Buggy)      | Gerard de Rooy (Iveco)     | Jean Hugues Moneyron (CF MOTO 1000) |